# Distretto di Igu
Il distretto di Igu (伊具郡, Igu-gun?) è uno dei distretti della prefettura di Miyagi, in Giappone.
Attualmente fa parte del distretto solo il comune di Marumori.
| Controllo di autorità | VIAF (EN) 155956860 · LCCN (EN) n82029165 · J9U (EN, HE) 987007557458205171 · NDL (EN, JA) 00629949 |